# Lockheed X-27
Il Lockheed X-27 fu una versione ampiamente riprogettata dell'F-104 sviluppata alla fine degli anni 1960. Il nome originale era CL-1200 Lancer (lanciere) e fece parte della "serie X" solo per mantenere in vita il programma, nella speranza che uno "sponsor" estero emettesse una commessa.

## Storia del progetto
La Lockheed avrebbe voluto sviluppare un sostituto dell'F-104 Starfighter, all'epoca in servizio in molte nazioni.

L'obiettivo era quello di creare un aereo con migliori prestazioni ma con forti punti in comune con l'F-104 per facilitare la manutenzione e l'addestramento e aumentare le possibilità di vendita all'estero.
Il prototipo del caccia leggero e si basò sul CL-1200 Lancer sviluppato dalla sezione Skunk Works della Lockheed.

Al progetto avrebbe aderito anche Aeritalia, nel caso l'Aeronautica Militare avesse scelto questo caccia come sostituto dell'F104S, ma il programma non riuscì a ottenere alcun significativo supporto da parte del Congresso o del Dipartimento della Difesa e l'unica parte del progetto a vedere la luce fu un simulacro a dimensioni intere.
"Alla fine il programma X-27 fu una lezione di manovre politiche, più che di progressi tecnologici".
Il programma, in pratica, fu affossato dalla mancanza di finanziamenti ufficiali provocati dalla resistenza dei servizi militari, i quali temevano concorrenza coi programmi F-14 e F-15.
Il velivolo leggero con cui l'Air Force avrebbe sostituito l'F-5 sarebbe stato l'F-16 e Lockheed non vi avrebbe partecipato.